# Barcelos (Freguesia)
Barcelos ist ein nordportugiesischer Ort und eine ehemalige Gemeinde (Freguesia) im Kreis Barcelos. Die Gemeinde hatte 4633 Einwohner (Stand 30. Juni 2011).

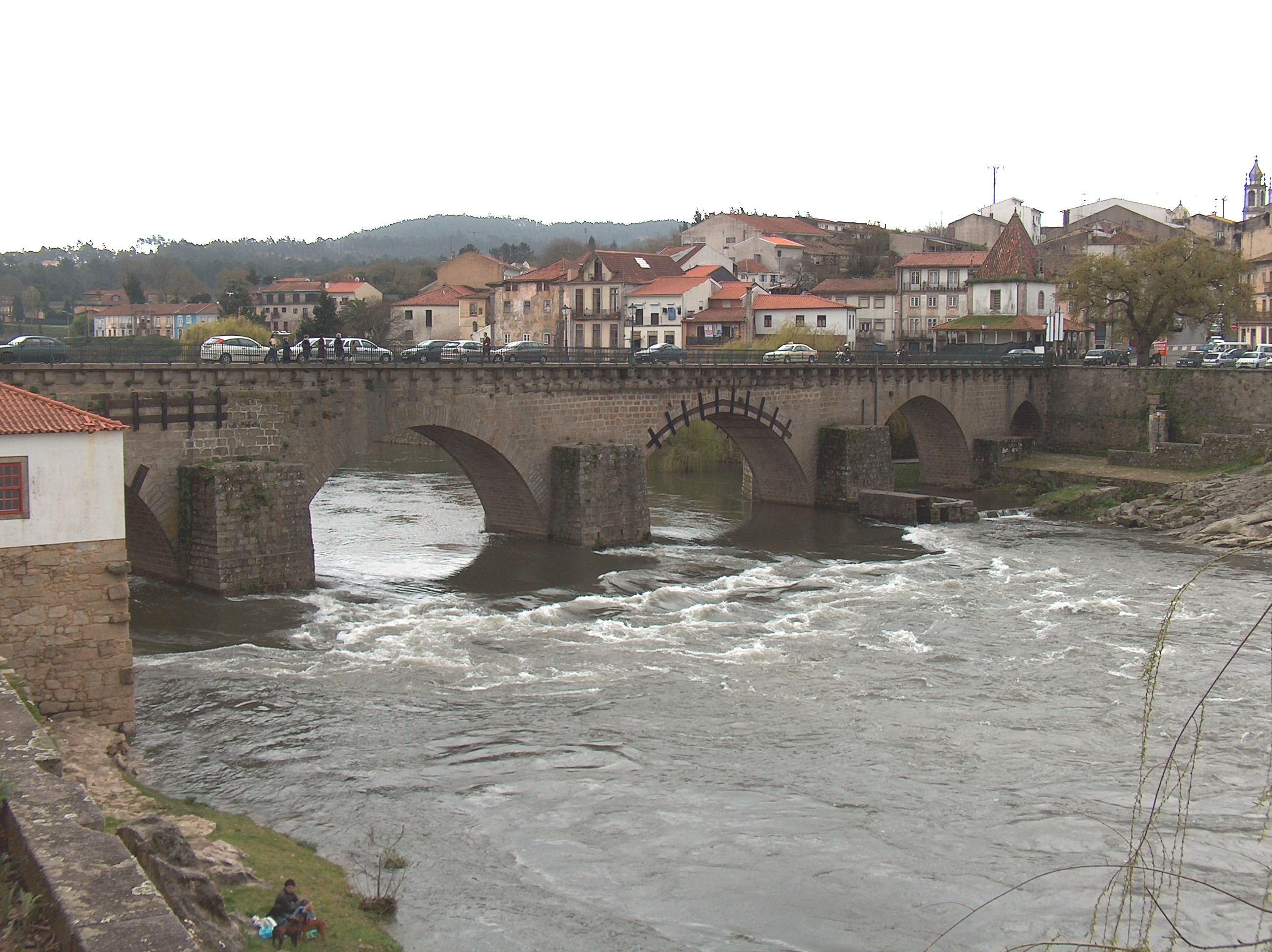
Brücke von Barcelos über den Rio Cávado

Sie umfasst den historischen Kern der Stadt Barcelos.
Im Zuge der Gebietsreform am 29. September 2013 wurden die Gemeinden Barcelos, Vila Frescainha (São Martinho), Vila Frescainha (São Pedro) und Vila Boa zur neuen Gemeinde União das Freguesias de Barcelos, Vila Boa e Vila Frescainha (São Martinho e São Pedro) zusammengefasst. Barcelos ist Sitz dieser neu gebildeten Gemeinde.